# بی‌وای‌دی اف۳

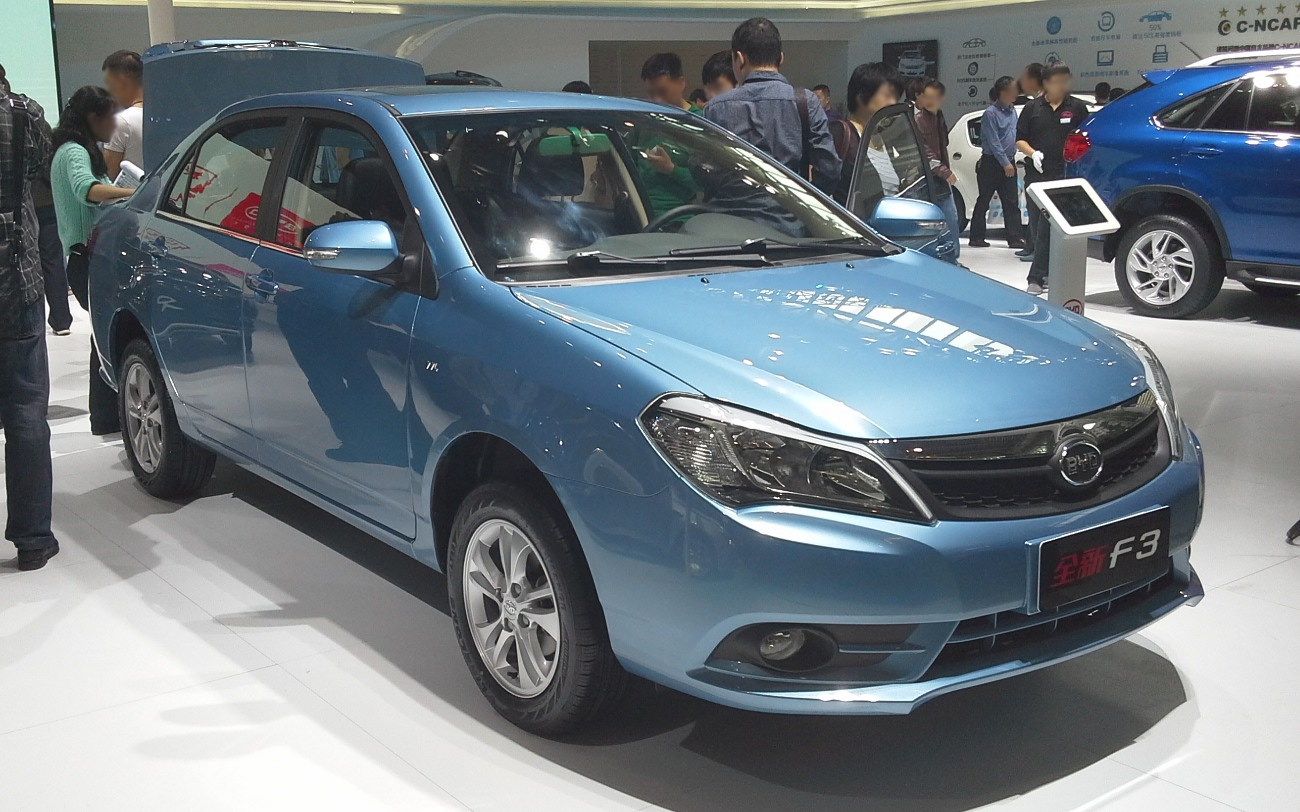
بی وای دی اف ۳ در چین ۲۰۱۴

بی وای دی F3 (به انگلیسی: BYD F3) سدان جمع و جور ساخت کمپانی BYD و یکی از پرفروش‌ترین سدان‌های کلاس کامپکت در چین است. تولید این خودرو در سپتامبر ۲۰۰۵ آغاز گردید و با فروش بیش از ۵۰ هزار دستگاه در سال نخست مجموعاً تاکنون بیش از یک میلیون و هفتصد هزار دستگاه در چین به فروش رسیده‌است.
در آوریل سال ۲۰۱۲، از نسل دوم بی‌وای‌دی اف۳ پلاس به نام سیریا در نمایشگاه خودرو پکن پرده برداری شد. در سال ۲۰۱۳، بی‌وای‌دی L3 در چند بازار صادراتی به عنوان مدل جدید F3 معرفی شد. جعبه‌دنده‌های قابل انتخاب برای این مدل شامل ۵ دندهٔ دستی، ۶ دندهٔ دستی و ۶ دندهٔ دوکلاچه است.
خودروی F3 به عنوان دومین خودروی ساخت BYD و با فروش بالای خود نقش مهمی در ارتقا و قرار گرفتن BYD در بین خودروسازان برتر کشور چین ایفا کرد.
F3 از ابتدای عرضه بر اساس پلتفرم تویوتا کرولا نسل نهم (COROLLA E120) طراحی و ساخته شد به صورتیکه شباهت با تویوتا کرولا در نسل اول کاملاً آشکار بود، در طی سالهای گذشته و با فیس لیفت‌های متعدد طراحی F3 بهبود یافته‌است اما همچنان تأثیر طراحی تویوتا کرولا احساس می‌شود. پیش از سال ۲۰۱۱ از موتورهای ۱/۵ و ۱/۸ لیتری میتسوبیشی با کد 4G15S و 4G18 در اف۳ استفاده می‌شد، اما از سال ۲۰۱۱ موتور مورد استفاده به یک موتور ۱٫۵ لیتری چهار سیلندر با کد BYD473QE و توان تولیدی ۱۰۷ اسب بخار و گشتاور ۱۴۵ نیوتن متر تغییر پیدا کرد. این موتور که همچنان در اف۳ استفاده می‌شود با موتور L15A VTEC هوندا که در مدلهای HONDA JAZZ و HONDA FIT استفاده شده‌است مشترک است. همچنین یک موتور توربوشارژ ۱٫۵ لیتری نیز با عنوان BYD476ZQA و توان تولید ۱۵۱ اسب بخار در دسترس است.

## مشخصات
BYD F3 پیش از ۲۰۱۱ دارای موتور ۴ سیلندر ۱٫۵ لیتری میتسوبیشی اوریون (4G15S) با سیستم جرقه زنی و تزریق سوخت بوش و دارای استاندارد آلایندگی یورو ۴ در تولید گازهای گلخانه ای بود. خروجی موتور ۷۸ کیلووات (۱۰۵ اسب بخار) و بهره‌وری سوخت در حدود ۴٫۷ لیتر بر ۱۰۰ کیلومتر (۶۰ مایل بر گالون بریتانیایی؛ ۵۰ مایل بر گالون آمریکایی). علاوه بر آن یک موتور ۱٫۶ لیتری میتسوبیشی اوریون (4G18) به عنوان استاندارد روی اف ۳ نصب می‌شد. قدرت موتور ۷۳٫۵ کیلووات (۹۹ اسب بخار) و بهره‌وری سوخت حدود ۵ لیتر بر ۱۰۰ کیلومتر (۵۶ مایل بر گالون بریتانیایی؛ ۴۷ مایل بر گالون آمریکایی).
از سال ۲۰۱۱ به بعد موتورهای میتسوبیشی با موتور جدید BYD جایگزین شد (BYD473QE). این موتور که در محصولات هوندا با کد L15A شناخته می‌شود دارای تکنولوژی‌های بازشدن متغیر سوپاپ‌ها (VARIABLE VALVE LIFT) و بازگشت گازهای نسوخته از اگزوز (EXHAUST GAS RECIRCULATION) می‌باشد که باعث عملکرد مناسب و در عین حال مصرف بسیار پایین سوخت و کسب استاندارد آلایندگی یورو ۵ شده‌است. انتقال قدرت توسط گیربکس ۵ سرعت دستی و ۶ سرعت دوکلاچه صورت می‌گیرد.

## تجهیزات
خریدار اف ۳ می‌تواند از بین ۳ تیپ امکانات (GL-i، GL-X و GL-Xi) انتخاب کند. مدل عرضه شده در ایران کامل‌ترین نسخه بوده و شامل امکانات زیر می‌باشد: - دوربین دید جانبی زیر آینه سمت راست و دوربین دید عقب - سیستم ورود بدون کلید با دکمه روی درب‌های جلو و صندوق عقب- استارت دکمه ای- تنظیم دستی صندلی راننده در ۶ جهت و سرنشین در ۴ جهت- سیستم تهویه مطبوع برقی- چراغ‌های جلوی روشنایی در روز (Daylight)- روشن شدن اتوماتیک چراغ‌های جلو و چراغ بدرقه- رینگ اسپرت آلیاژی با لاستیک سایز 195/60R15با تایر زاپاس سایز اصلی با رینگ آهنی- سانروف دو حالته- صفحه نمایش چند منظوره (نمایش ساعت، هشدار کمربند و سنسور دنده عقب)- سیستم نمایش پیمایش و مصرف سوخت (Trip Computer)- چراغ‌های هالوژن جلو، چراغ LED عقب و چراغ مه‌شکن جلو و عقب
- تنظیم ارتفاع چراغ‌های جلو- کنترل سیستم صوتی، پاسخگوئی به تماس‌ها و دوربین جانبی روی غربیلک فرمان- صندلی‌ها با روکش چرم- آئینه‌های جانبی برقی، تاشو با راهنما و چراغ خوش آمدگویی- شیشه‌های برقی- شیشه عقب دارای سیستم یخ زدا
- قفل در صندوق عقب برقی- چراغ مطالعه جلو و عقب LED
- تزئینات کروم بدنه و داخل کابین- کنسول وسط با دو جالیوانی- خروجی ۱۲ ولت سمت سرنشین جلو
- آنتن کوسه ای- فعال شدن اتوماتیک دوربین جانبی در هنگام شروع حرکت از دنده عقب جهت افزایش دید- سیستم مولتی مدیا: سیستم صوتی با ۴ بلندگو و ۲ تیوتر، سیستم عامل اندروید و صفحه نمایش چند منظوره لمسی ۸ اینچ- ورودی‌های USB, AUX, SD Card و بلوتوث
- امکان ارتباط با تلفن همراه و پاسخگوئی تماس ها- امکان نصب نرم‌افزار GPS
- تجهیزات ایمنی: دارای ۲ کیسه هوای ایمنی (راننده و سرنشین)، سیستم ترمز ضد قفل (ABS)، سیستم توزیع الکترونیکی نیروی ترمز (EBD)، چهار عدد سنسور پارک بر روی سپر عقب، قفل مرکزی و سیستم ضد سرقت با صدای هشدار و کلید هوشمند (PIC)، کمربند ایمنی سه نقطه ای صندلی‌های جلو و عقب، هشدار بسته نبودن کمربند ایمنی برای سرنشینان جلو، قفل ایمنی کودک، صندلی عقب مجهز به ایزوفیکس (Isofix)

## مشتقات
مشتقات BYD F3 شامل BYD F3DM (دو حالته، برقی / بنزینی) BYD F3R(هاچ بک), BYD L3(نسخه تکامل یافته), BYD G3(نسخه کمی بزرگتر) و BYD Surui(نسخه لوکس) می‌شود. در سال 2009 BYD مدل G3 را به عنوان یک به روز رسانی معرفی کرد.
در ماه مارس ۲۰۱۱ نقد و بررسی BYD F3DM (خودروی دوگانه برق و بنزینی) در روزنامه نیویورک تایمز منتشر گردید. مقاله شامل نظر مثبت نویسنده نسبت به BYD F3DM بود. قیمت تخمینی در حدود ۲۰٬۰۰۰ دلار آمریکا پس از اعمال مشوق‌های دولت برآورد می‌شود، که حدود ۵۰ درصد ارزان‌تر از خودروی شورلت ولت می‌باشد.

## نگارخانه

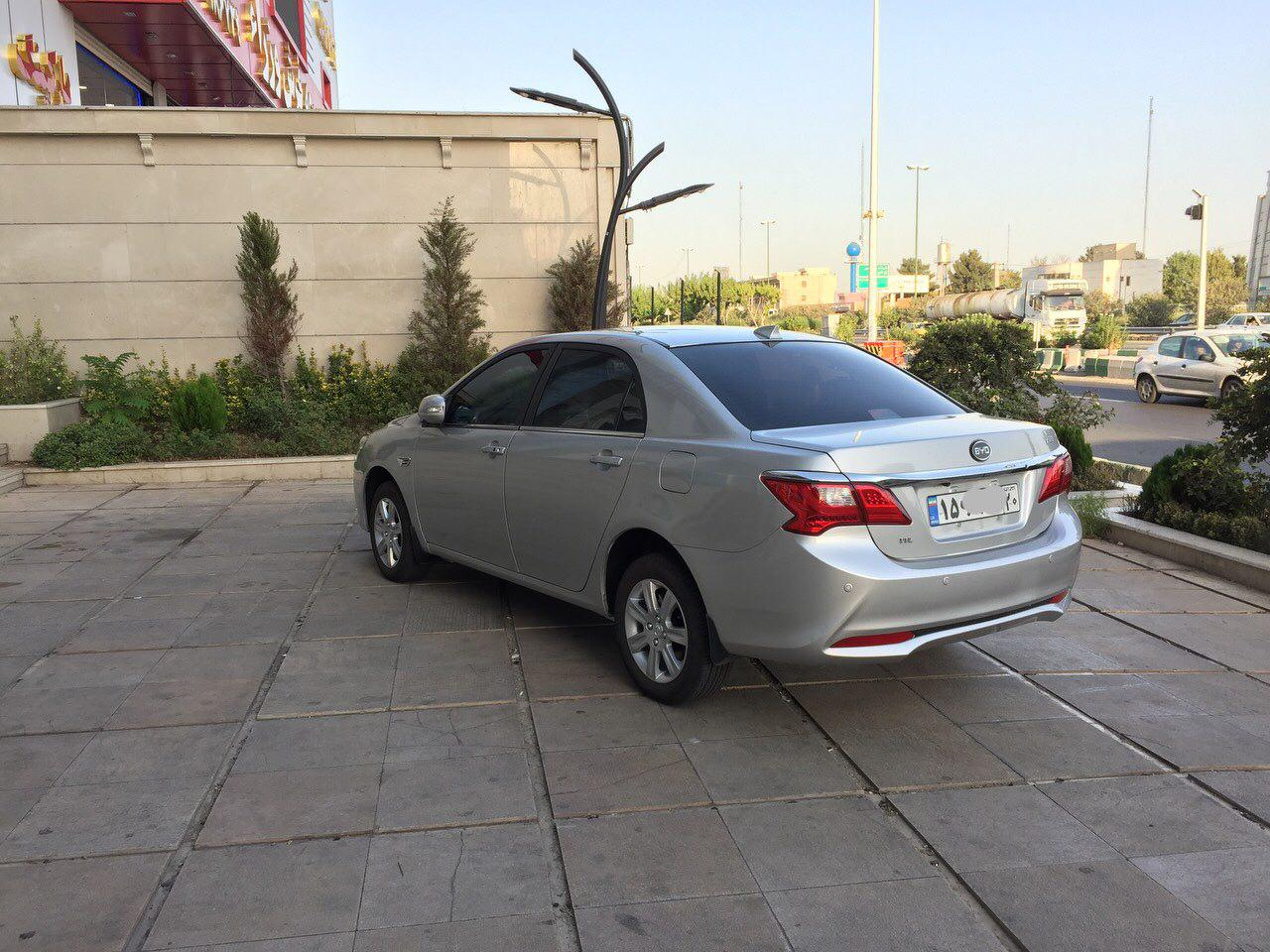
اف ۳ مونتاژ شده در ایران توسط کارمانیا
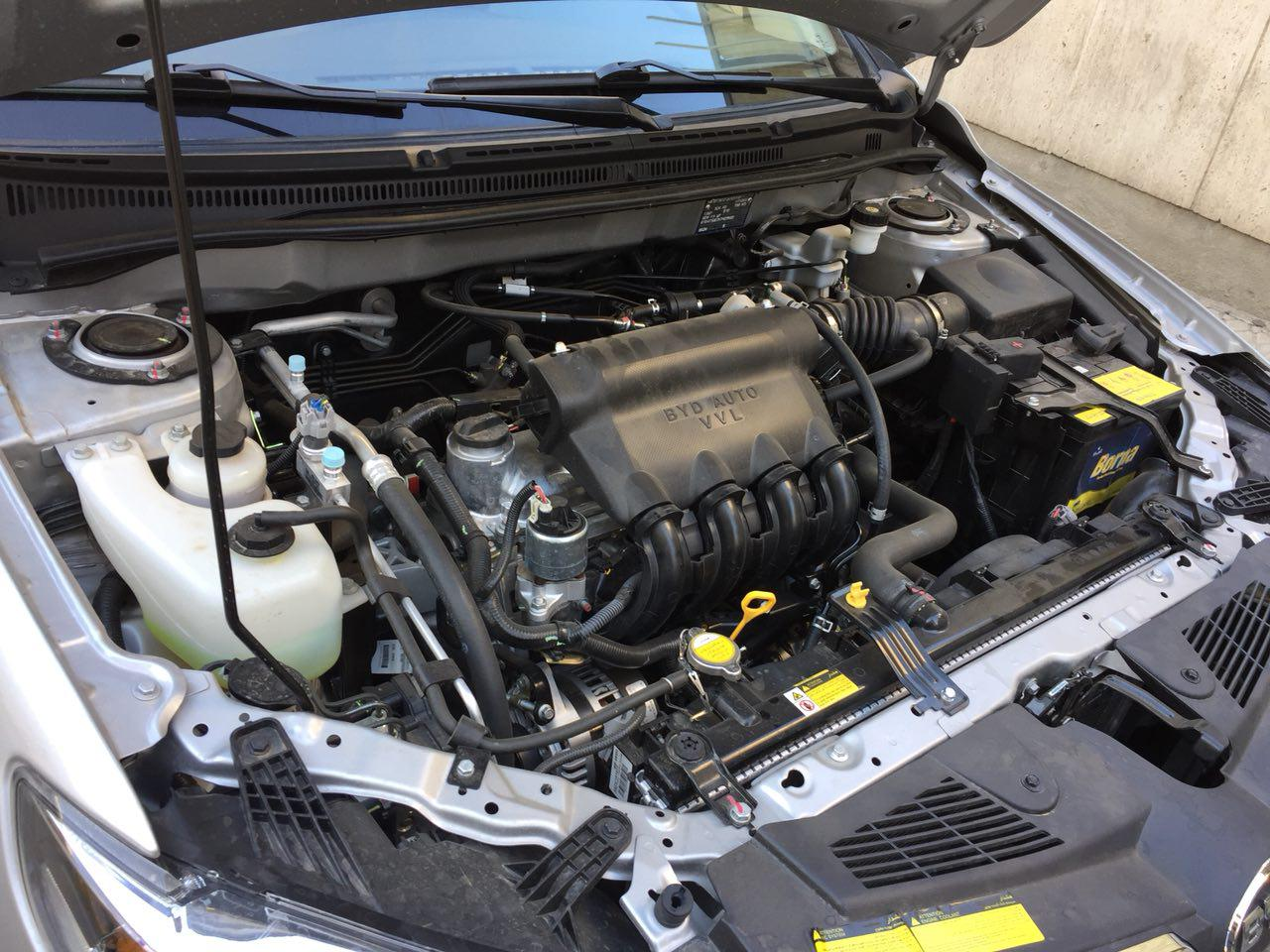
موتور
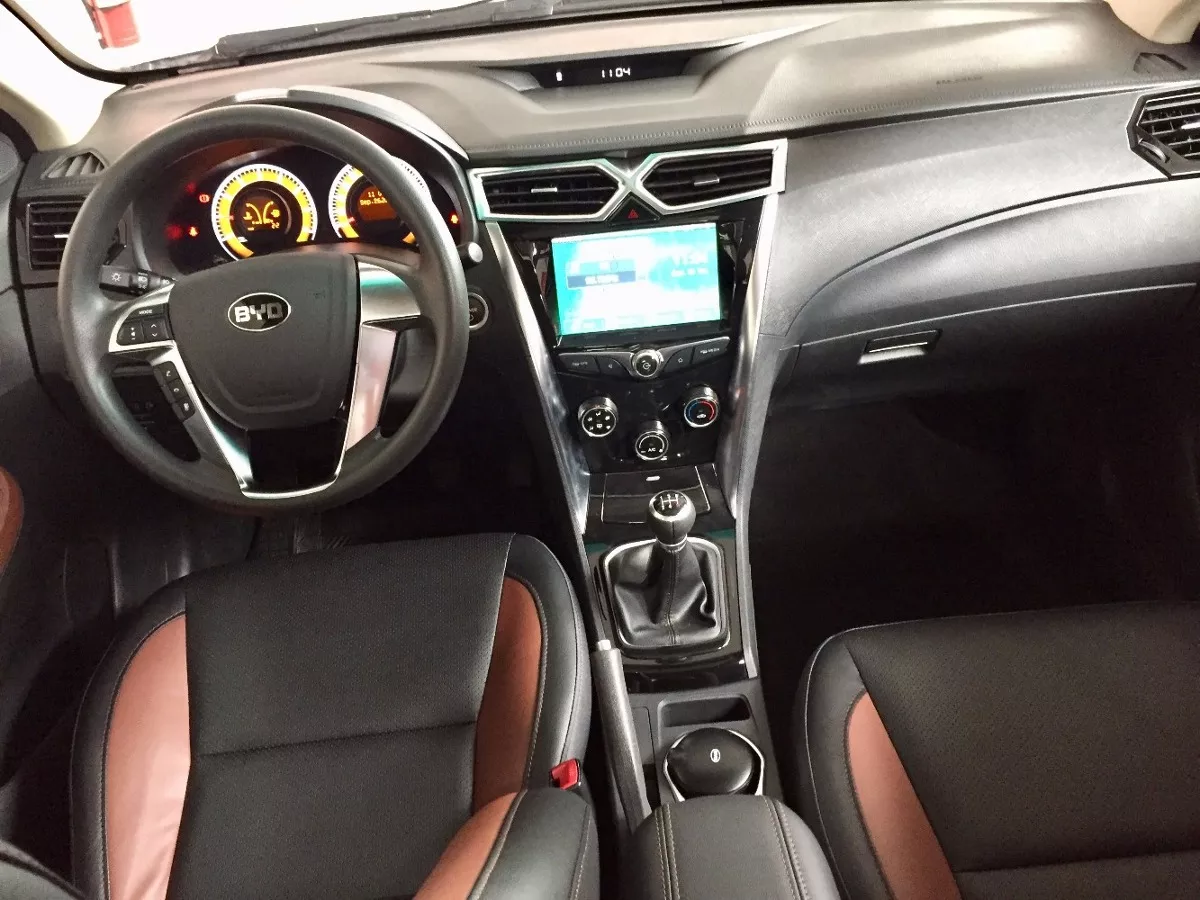
فضای داخلی F3
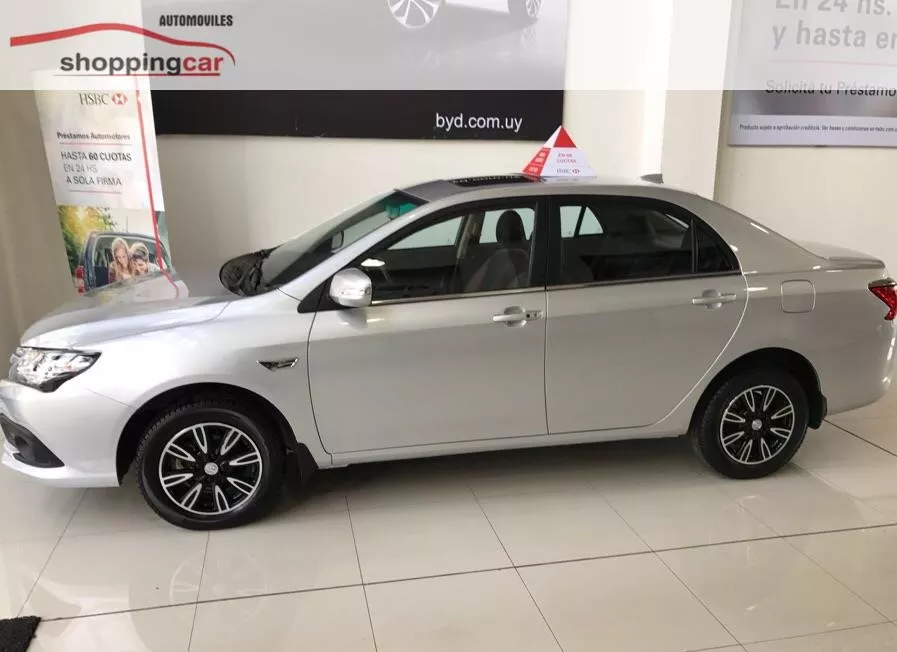
F3 در آمریکای جنوبی
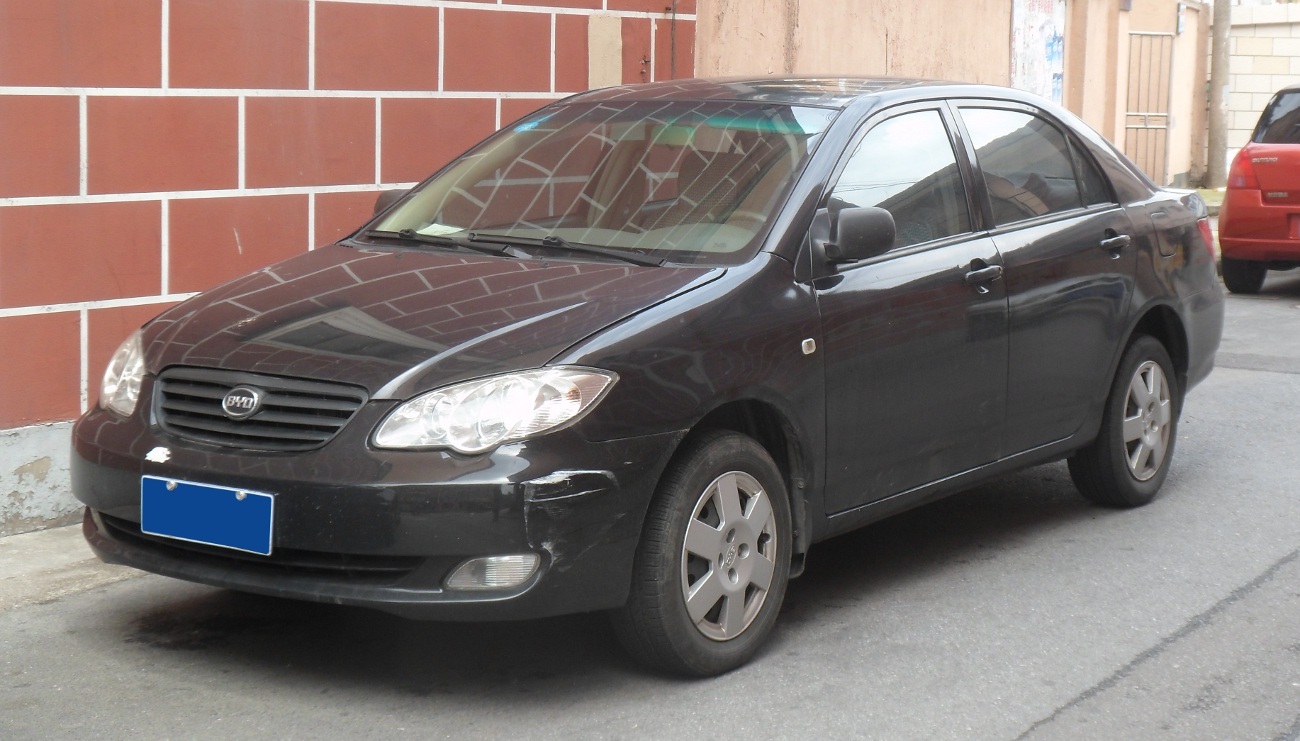
2005–2013 BYD F3 front
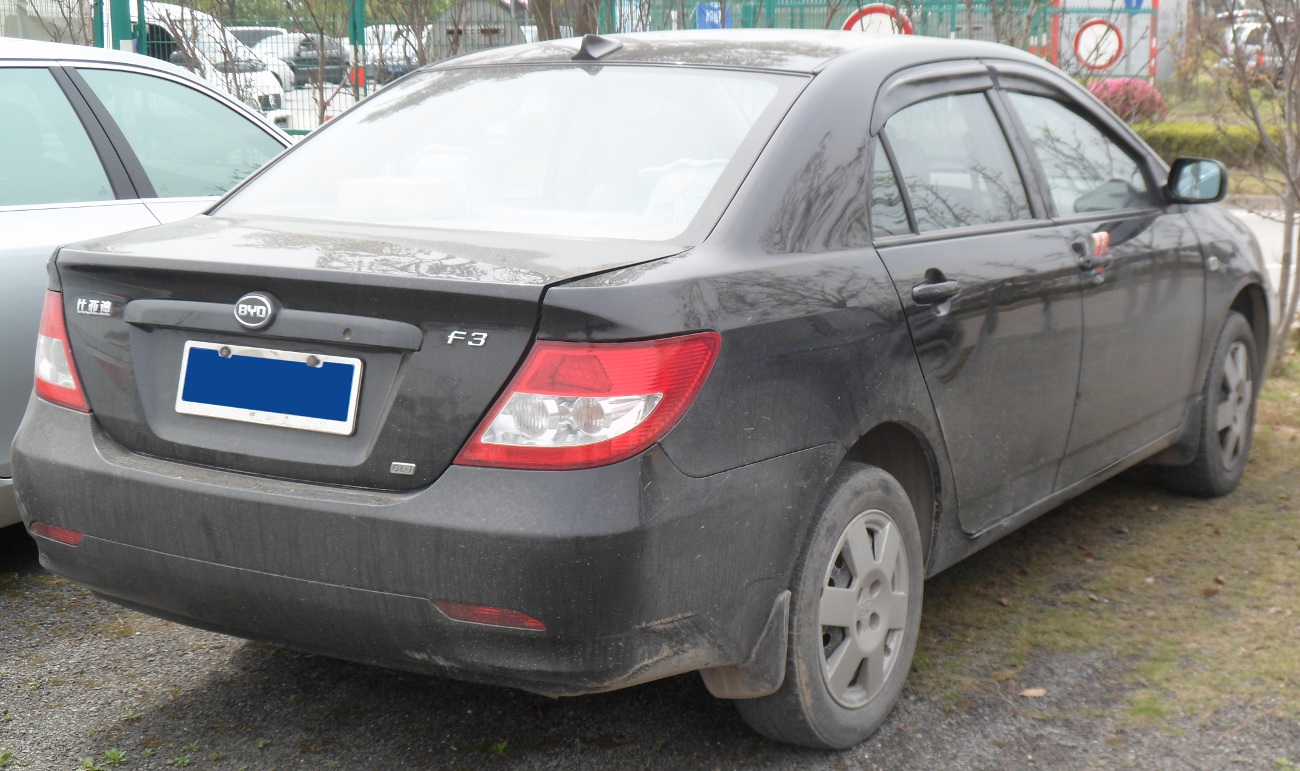
2005–2013 BYD F3 rear
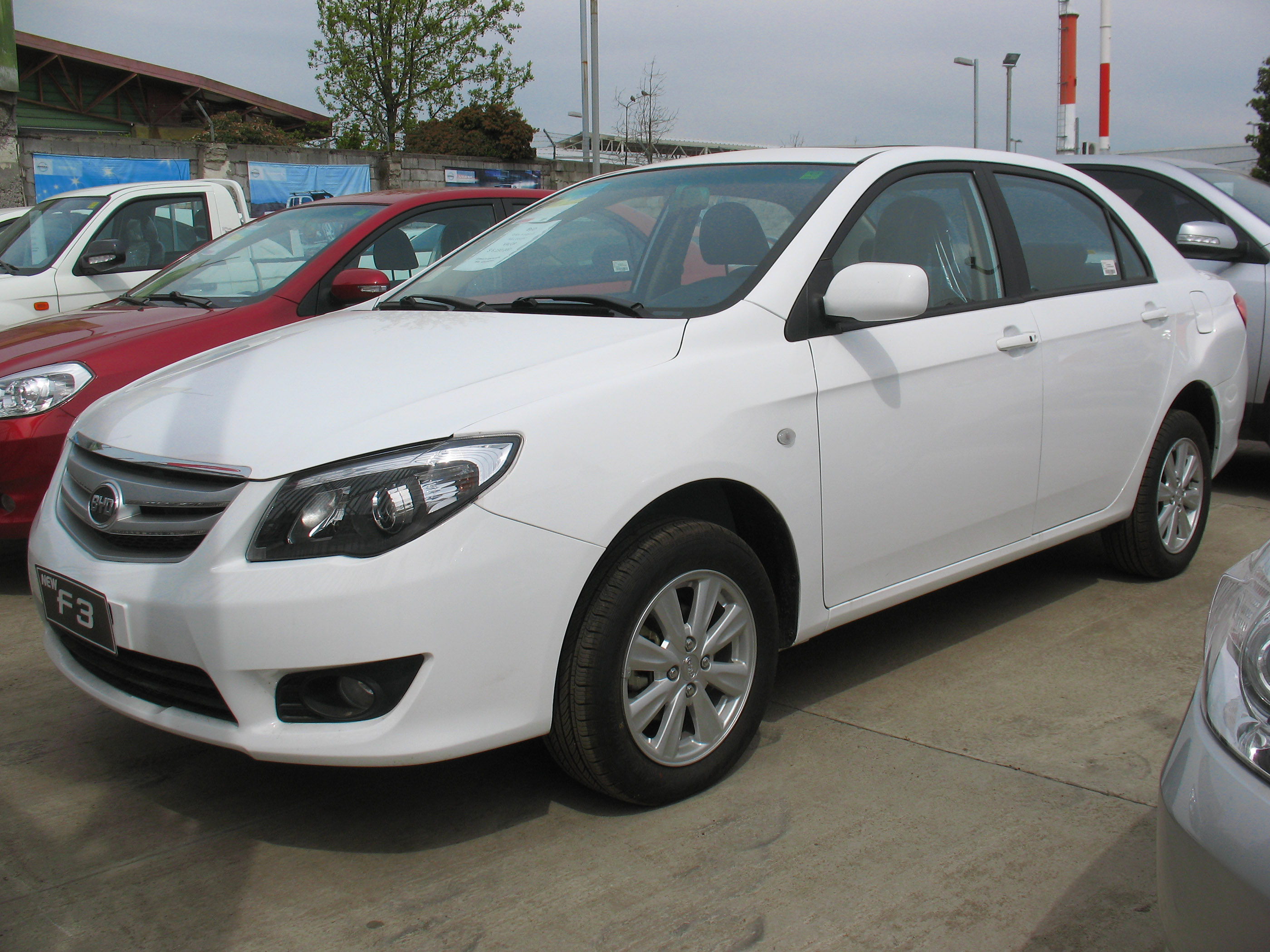
2010–2015 BYD L3 based F3 front.
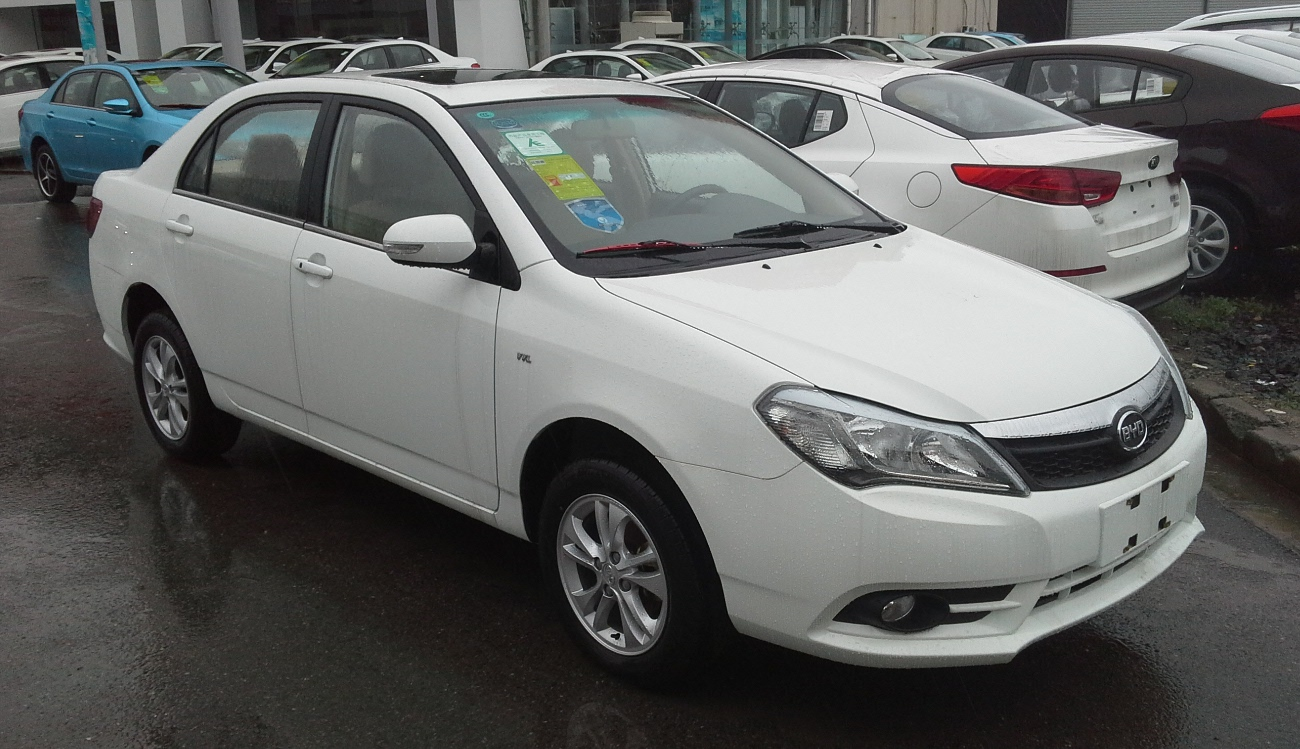
2014–2015 BYD F3 facelift front
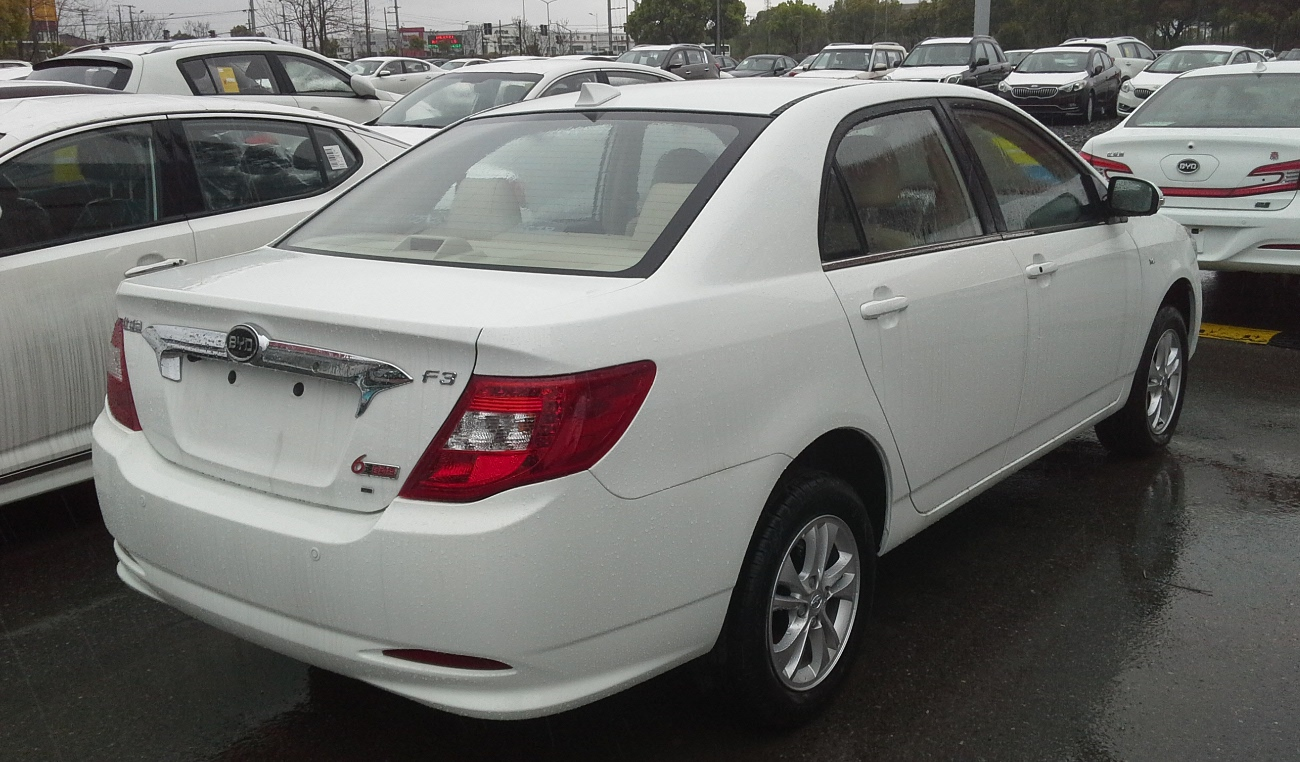
2014–2015 BYD F3 facelift rear
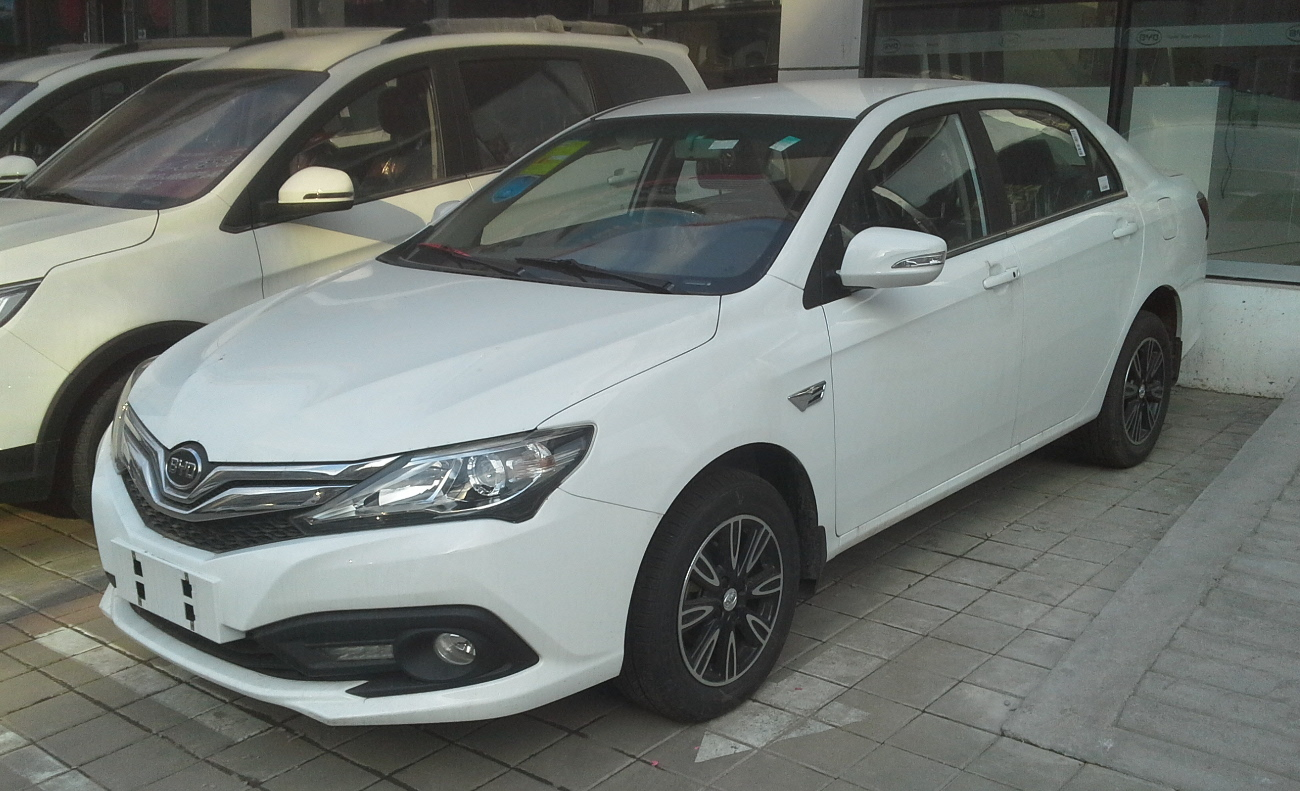
2016–present BYD F3 second facelift front
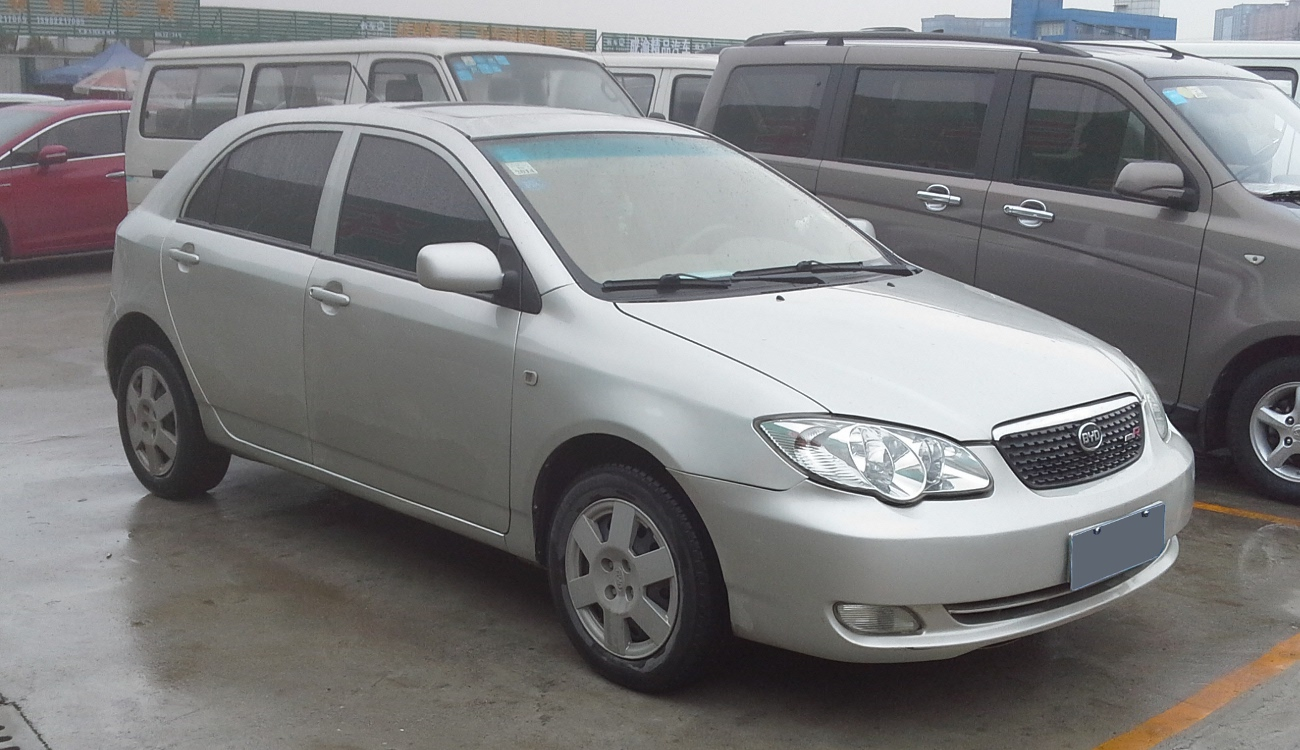
2007 BYD F3R front
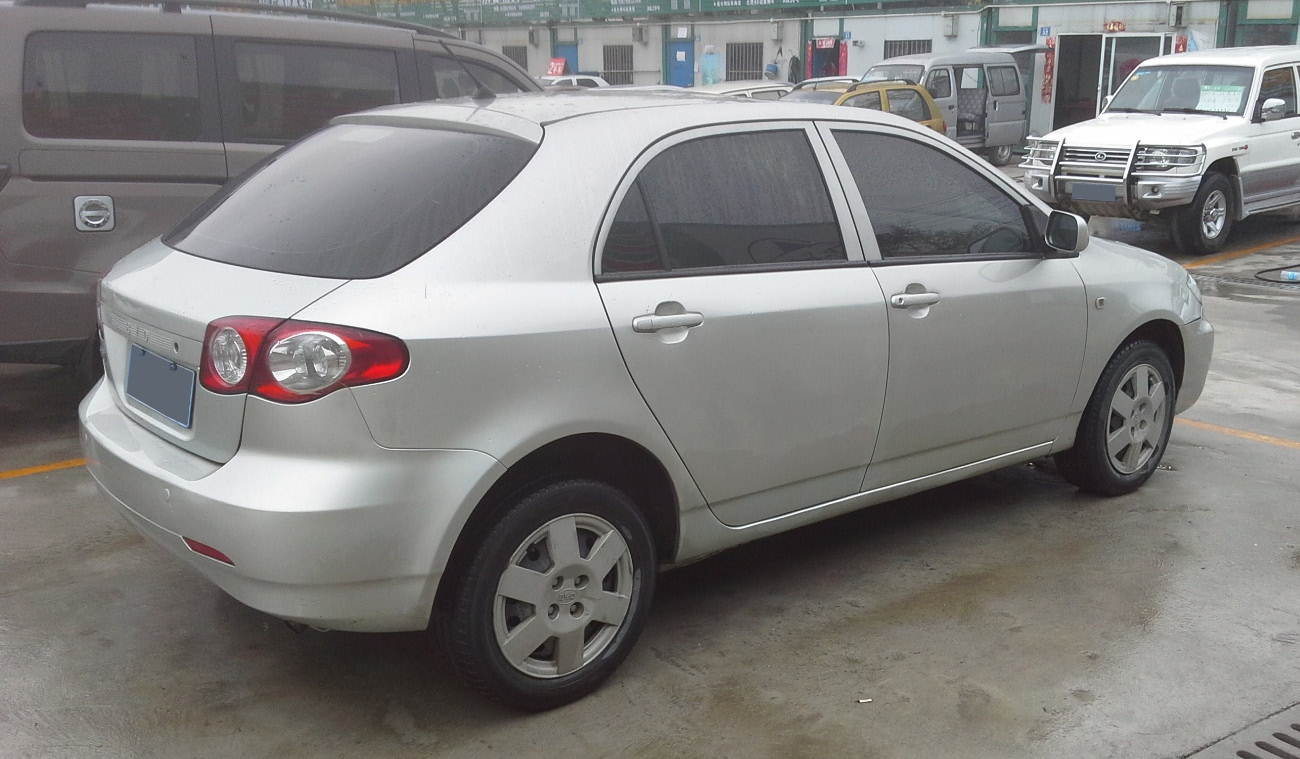
2007 BYD F3R rear
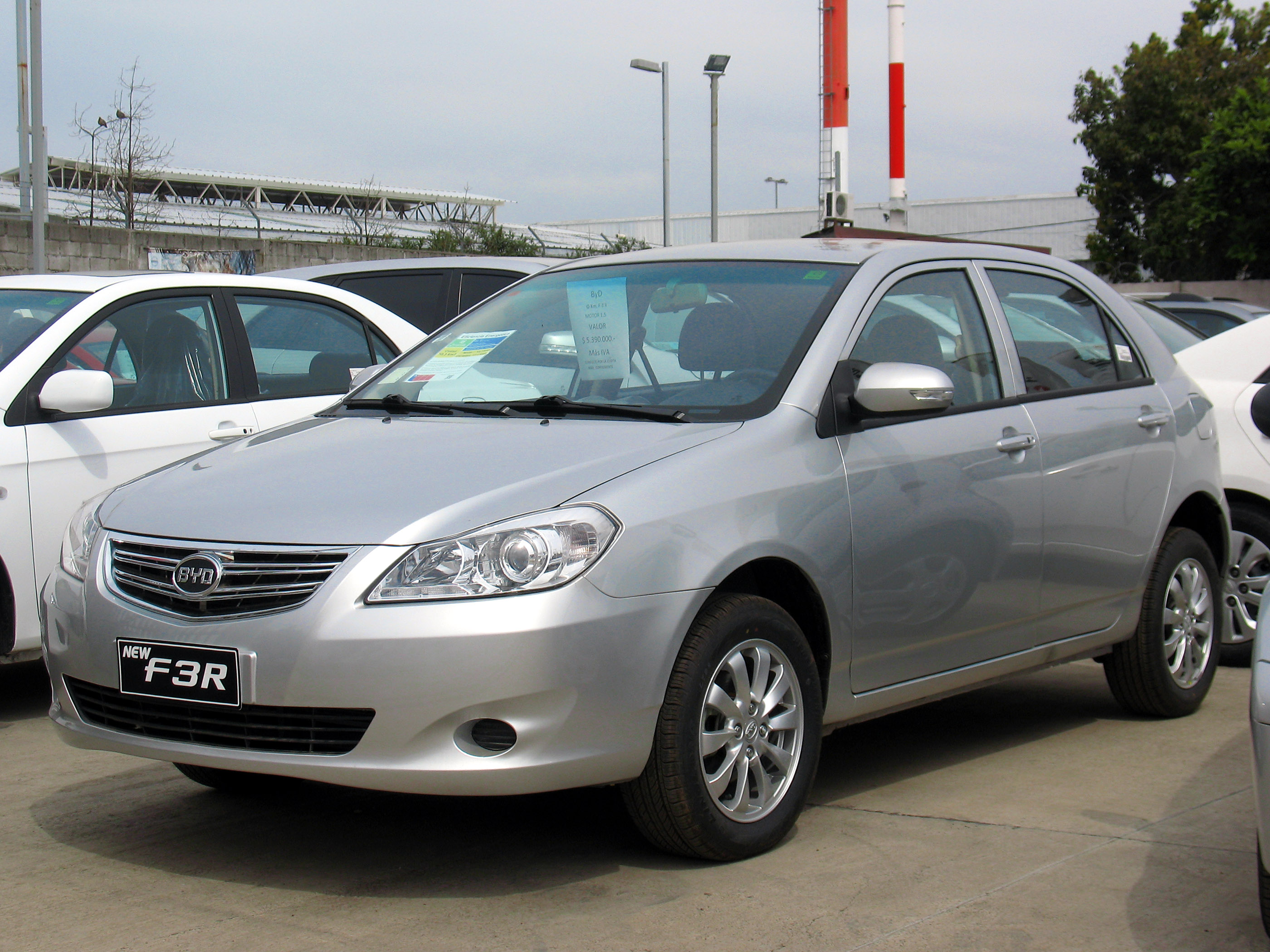
2008–2013 BYD F3R front
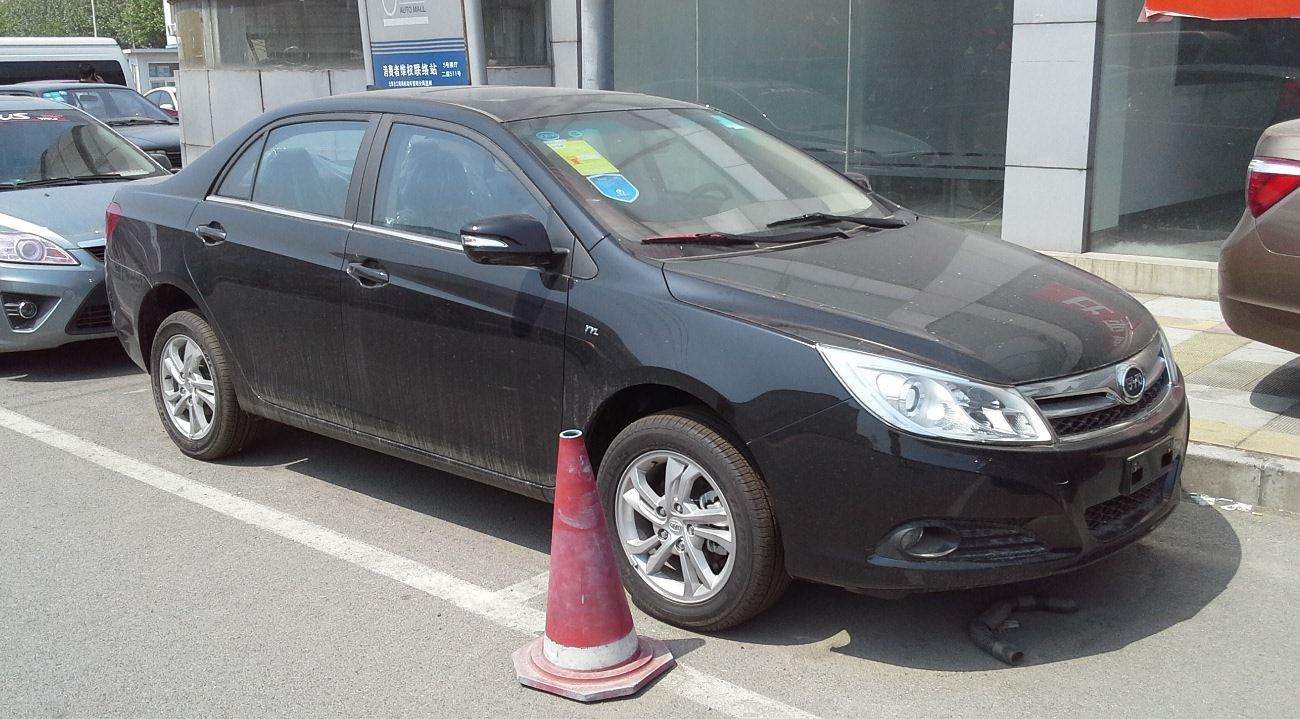
2012–2014 BYD Surui front.
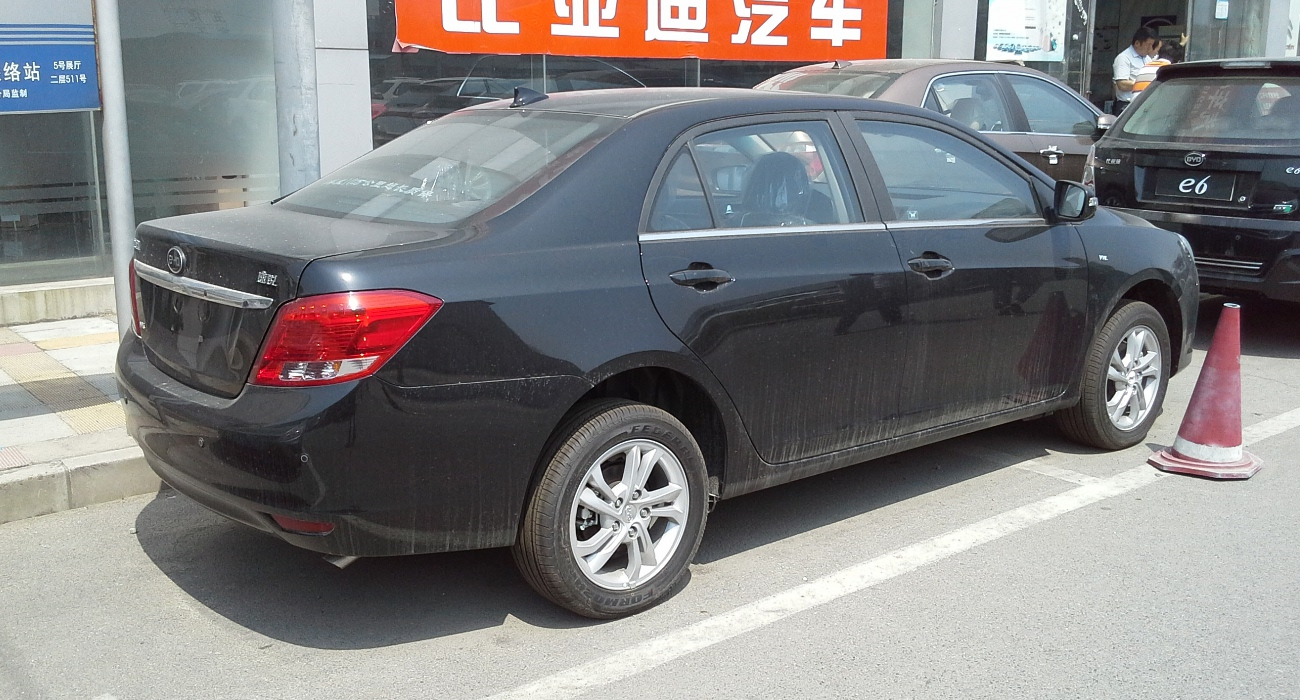
2012–2014 BYD Surui rear.
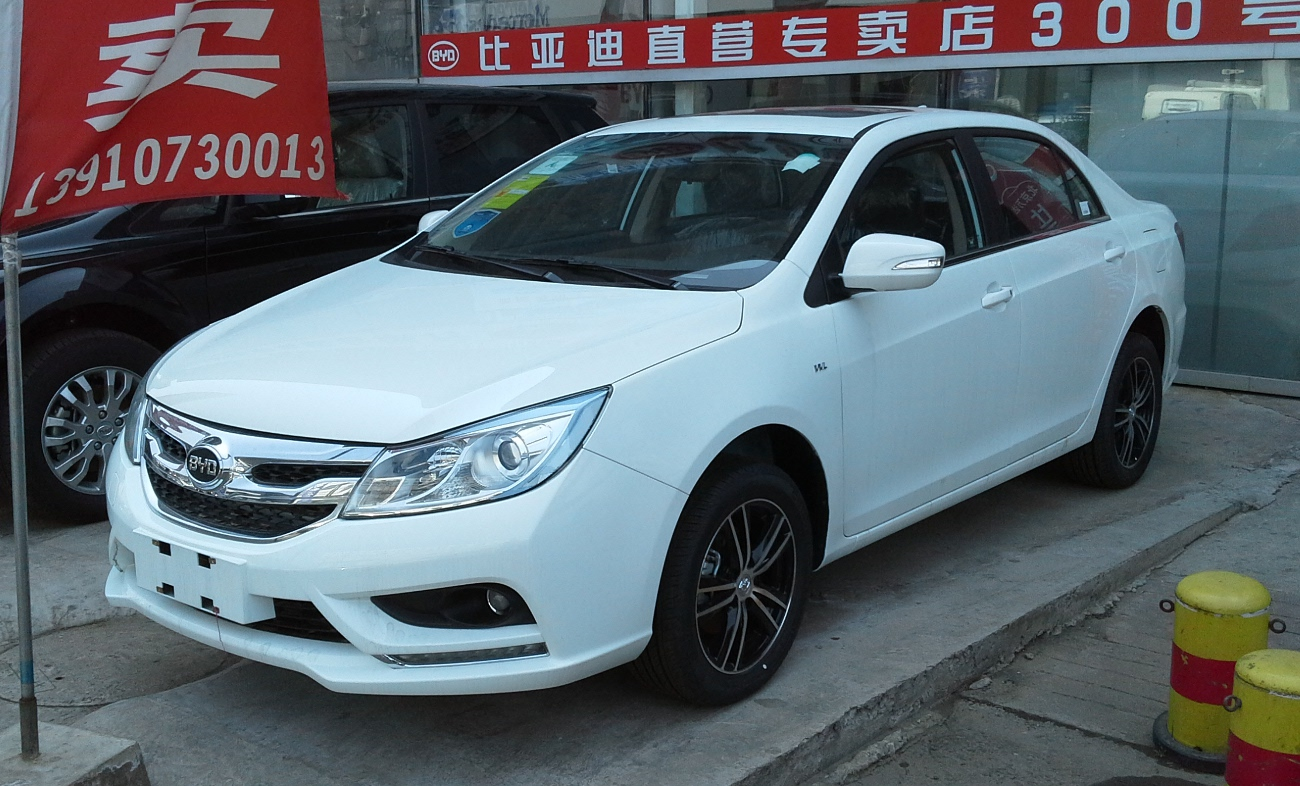
2015–present BYD Surui facelift front.
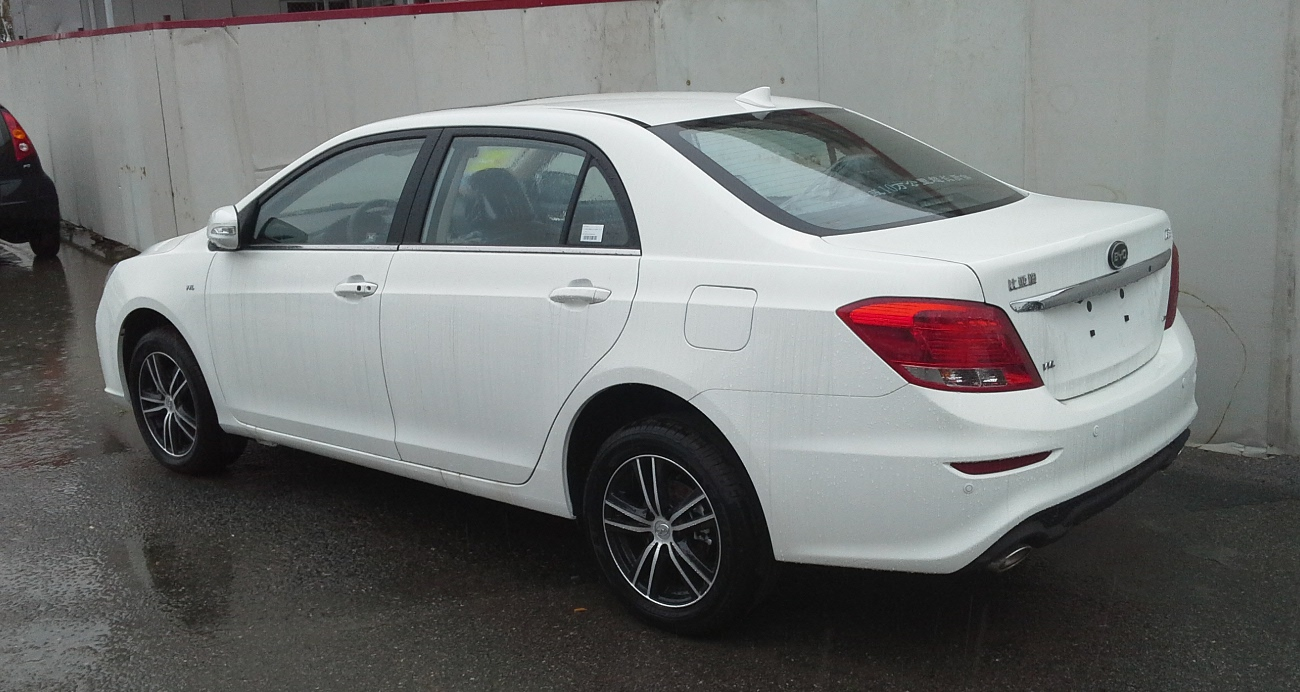
2015–present BYD Surui facelift rear.